# Áo lua Hà Dông
Áo lua Hà Dông é um filme de drama vietnamita de 2006 dirigido por Luu Huynh.
Foi selecionado como representante do Vietnã à edição do Oscar 2007, organizada pela Academia de Artes e Ciências Cinematográficas.